# Epidendrum corallinum
Epidendrum corallinum är en orkidéart som beskrevs av Eric Hágsater. Epidendrum corallinum ingår i släktet Epidendrum och familjen orkidéer. Inga underarter finns listade i Catalogue of Life.